# Tour des Anaya
La Tour des Anaya (aussi appelée Tour de Abrantes) est un bâtiment historique en forme de tour situé dans le centre historique de Salamanque      (Espagne).  

## Histoire
La tour est insérée dans un palais où ont habité les familles d'Anaya et de Bazán. La tour abrite actuellement un centre culturel dans lequel se tient du théâtre, de la musique, des conférences, des cours et des expositions.

## Source de traduction
- (es) Cet article est partiellement ou en totalité issu de l’article de Wikipédia en espagnol intitulé « Torre de los Anaya » (voir la liste des auteurs).